# Glenea formosana
Glenea formosana là một loài bọ cánh cứng trong họ Cerambycidae.